# Hof de Risselt

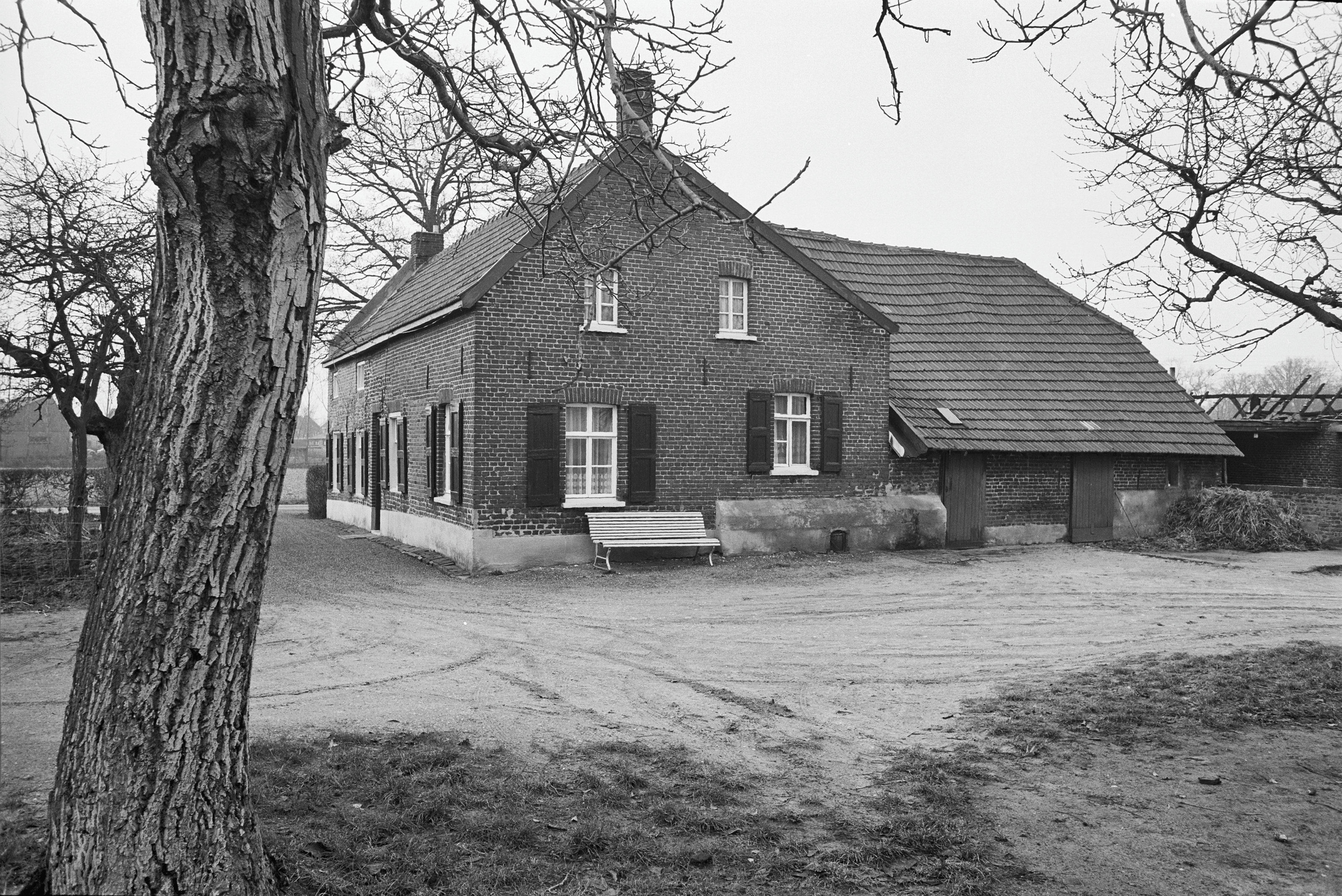
Hof de Risselt

Hof de Risselt is een boerderij, gelegen aan Gastendonkstraat 36 te Horst.
Reeds in 1424 was er sprake van een boerderij op deze plaats. Ze was het centrum van een naar huidige maatstaven bescheiden landgoed van 10 ha. De stenen van de middeleeuwse boerderij werden gebruikt voor de bouw van de huidige hoeve die uit de 17e of 18e eeuw stamt en een krukhuisboerderij is.